# Pour une anthropologie anarchiste

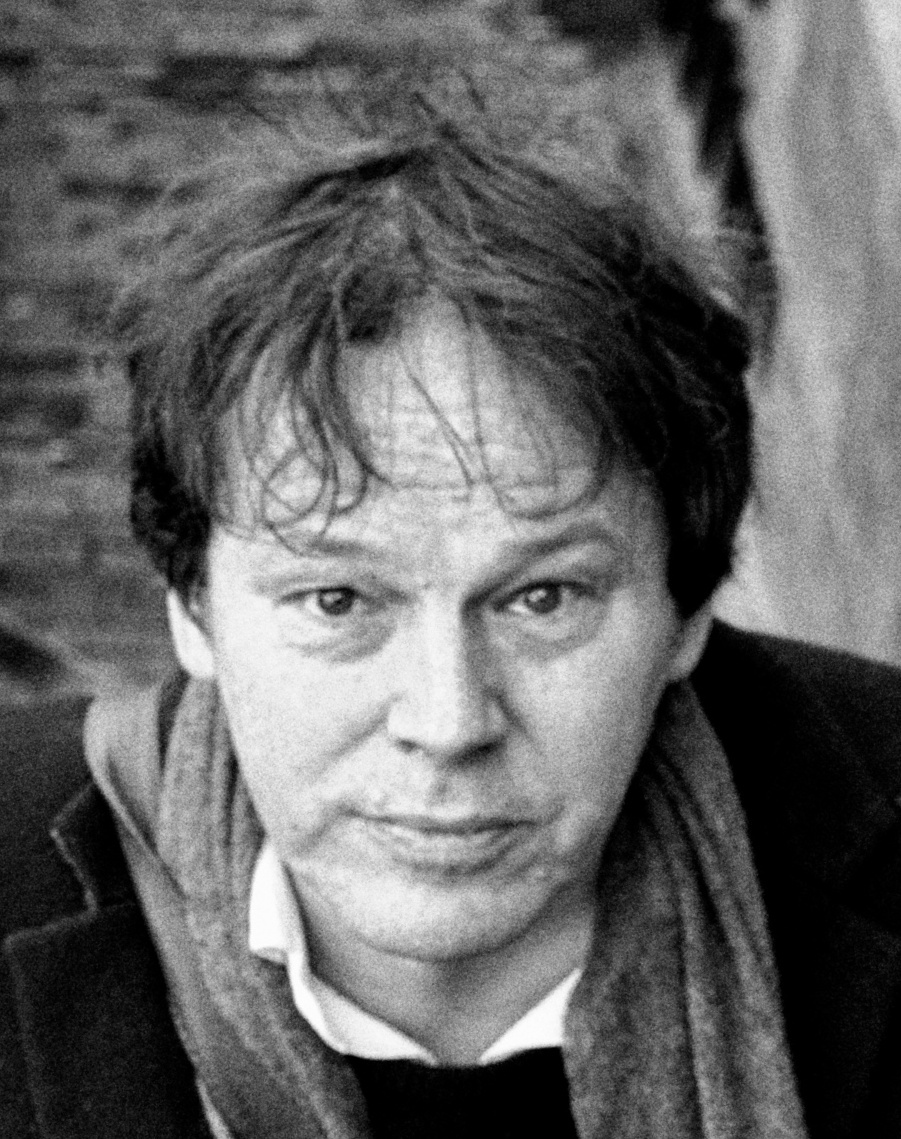
L'auteur en 2015.

Pour une anthropologie anarchiste est un essai de David Graeber publié en français, en 2006, aux Éditions Lux.
La perspective de l'anthropologie et des méthodes ethnographiques y sont appliquées aux théories anarchistes.

## Argument
Voici quelques points principaux de l'ouvrage.

### L'anarchisme en quelques concepts-clés
- Rejet de l'État et toutes les formes de violences structurelles ; des inégalités.
- Auto-définition de soi.
- Écoles anarchistes pas fondées sur l'œuvre d'un seul auteur.
- Le marxisme tend à être un discours théorique ou analytique sur une stratégie révolutionnaire. L'anarchisme tend à être un discours éthique sur une pratique révolutionnaire (p.15).
- Ce n'est pas une méta-théorie; diversité de perspectives théoriques et de pratiques. « Micro-théories » de la pratique et des expériences concrètes.
- Processus de consensus (pas nécessaire de convaincre absolument nos interlocuteurs).
- Contre les politiques.
- Les utopies ne sont pas mal en soi.
- Rejet de l'avant-gardisme (i.e. des théories, avancées par une élite intellectuelle, qui précèdent les actions et les acteurs).
- Proximité des méthodes ethnographiques et anarchistes : on observe d'abord ce que font les gens, on interagit avec eux, puis on fait ressortir la logique symbolique ou les implications de leurs pratiques. Celles-ci, une fois répertoriées, ne sont pas des prescriptions, mais des contributions ou des possibilités : des dons. (p.23).

### Chapitre 2
Discussion autour des œuvres et/ou des biographies de Marcel Mauss, Radcliffe-Brown, Graves, Sorel.
Théorie du contre-pouvoir de l'imaginaire (ex : plusieurs sociétés pacifiques mettent en scène, dans leur imaginaire, des monstres, des combats, des menaces). 
« La possibilité de s'imaginer une société anarchiste demande l'effort de concevoir que les formes d'organisation anarchistes ne ressembleraient en rien à un État. » (p.64)
L'auteur s'élève contre ceux qui argumenteraient que les exemples de sociétés anarchistes sont en fait des sociétés primitives, isolées et/ou minoritaires.
Le terme de « révolution » est galvaudé et employé pour tout et son contraire. Les révolutions des derniers siècles (française, américaine, industrielle, technologique) ne sont en aucun cas des révolutions dans le sens de Thomas Samuel Kuhn : nous n'avons pas assisté à un changement de paradigme ; des éléments des sociétés pré-révolutionnaires sont toujours présents dans les mondes post-révolution. Dans le social, ce n'est pas parce qu'un nouveau dispositif discursif est élaboré que la réalité (sociale ou strictement matérielle) se transforme immédiatement et conséquemment ; cela supposerait un monde matériel qui est uniquement l'émanation de nos constructions mentales. « Les totalités, en particulier, sont toujours des créatures de l'esprit. Les nations, les sociétés, les idéologies, les systèmes clos... rien de cela n'existe vraiment. » Les révolutions ne sont donc pas des « ruptures cataclysmiques » ; il est préférable de parler de « gestes révolutionnaires » qui, peu à peu, participeront à construire un monde différent qui deviendra révolutionnaire.

### Chapitre 3
Discussion sur la modernité et les modernités ; culture occidentale et discours entourant sa prépondérance culturelle. Relation entre culture occidentale et capitalisme (pp. 73-84).
Étude de cas de communautés à Madagascar (pp. 84-100).

### Chapitre 4
Champs théoriques auxquels pourraient s'intéresser une anthropologie anarchiste (se référer à la page de langue anglaise pour les domaines).

### Chapitre 5
Quelques enjeux :
- La mondialisation et l'élimination des inégalités Nord-Sud.

Programme en trois points pour amorcer la résolution du problème : 
1) annulation immédiate de la dette internationale ; 
2) annulation immédiate de tous les brevets et autres droits de propriété intellectuelle liés aux technologiques de plus d'un an ; 
3) élimination de toutes les restrictions à la liberté de déplacement ou de choix de lieux de résidence dans le monde. 
« Aussitôt qu'il ne serait plus interdit à l'habitant de Tanzanie ou du Laos de s'installer à Minneapolis ou à Rotterdam, les gouvernements des pays riches et puissants dans le monde décideraient certainement que rien n'est plus important que de trouver un moyen de s'assurer que les personnes en Tanzanie et au Laos préfèrent y rester. Pensez-vous vraiment qu'ils ne trouveraient pas une solution ? » (p.123).
- La lutte contre le travail.
- La démocratie.

Conclusion. Anthropologie et anarchisme.

## Commentaire
Selon le journaliste Nicolas Weill : « Reprenant une intuition de l'anthropologue français Pierre Clastres (1934-1977) selon laquelle les sociétés premières étaient déjà des groupes politiques égalitaires qui auraient écarté délibérément la domination de quelques-uns au profit de l'auto-organisation, l'auteur estime que le temps est venu pour l'anarchie de jouer le rôle intellectuel jadis dévolu au marxisme. Ce serait comme une revanche des "sauvages" et de Bakounine, en somme. »
Graeber associe l'éthique anarchiste à "un discours sur une pratique révolutionnaire". C'est beaucoup plus que cela, l'éthique anarchiste, c'est aussi une éthique tout court qui n'est pas éloignée de la libre pensée sauf qu'elle s'inscrit dans un contexte de révolution sociale et pas uniquement dans une société donnée où il suffirait de vivre ensemble pour y vivre bien. A la question de savoir comment on devient libertaire, Lermina répond : "Chacun doit être son propre maître et la mission de ceux qui croient savoir est non pas d’imposer leurs opinions, mais de proposer à autrui, avec arguments raisonnés, les idées-germes qui doivent fructifier dans son propre cerveau.[1]" Ce travail de salubrité intellectuel, Lermina l'associe à un "travail de régénération personnelle [1]" qui, dans l'absolu, amène l'anarchiste à vivre "en dehors de la Société.[1]" pour se conformer plus facilement à son idéal, qui consiste à "faire que ceux qui s’ignorent naissent à nouveau [1]".
L'anthropologie anarchiste est une réduction intellectuelle dès qu'elle est limitée à "un discours éthique sur une pratique révolutionnaire" ou l'état du monde.
[1] : Jules Lermina : L'Abécédaire du libertaire.
Cependant, l'un des slogans anarchistes les plus réutilisés est aussi : "Ni dieu ni maître", discours permettant de se défaire de l'autorité d'un maître rejoué en chacun de nous, objectif libertaire aussi.